# ジュラシック・プレデター
『ジュラシック・プレデター』（原題: Wyvern、Dragon, 日本英語: Jurassic Predator）は、2009年に公開されたスティーヴン・R・モンローによるアメリカ合衆国/カナダのホラー・アクション・SF・ファンタジー映画作品。Syfy製作のテレビ映画。
『マンイーター』シリーズとしては16作目の映画。
日本では、2010年4月9日にオリジナルビデオとしてリリースされた。

## あらすじ
小さなアラスカの町の住民は地球温暖化により古代の眠りから目覚めたワイバーンの襲撃を受ける。

## キャスト
| 役名         | 俳優                 | 日本語吹替                                              |
| ------------ | -------------------- | ------------------------------------------------------- |
| ジェイク     | ニック・チンランド   | 中田譲治                                                |
| クレア       | エリン・カープラック | 斎藤恵理                                                |
| 大佐         | ドン・S・デイヴィス  | 外谷勝由                                                |
| ハース       | バリー・コービン     | 浦山迅                                                  |
| ドーソン署長 | ジョン・ショウ       | 加藤拓二                                                |
| ハンプトン   | ティンセル・コーリー | 瑞沢渓                                                  |
| 追加の声     | -                    | 佐藤健輔 清水みか 安芸けい子 内田泰喜 宮本崇弘 上村愛香 |

## スタッフ
- 監督：スティーヴン・R・モンロー
- 脚本：ジェイソン・ボルク
- 音楽：パイナー・トプラク
- 特撮：ルクス・ビジュアル・エフェクト
- 製作総指揮：リサ・ハンセン、ポール・ハーツバーグ

### 日本語版制作スタッフ
- 日本語版制作：ネクシード／東北新社
- プロデューサー：小林祐子（ネクシード株式会社）
- 演出：佐藤宏樹
- 翻訳：増井裕佳子
- 録音・調整：等々力スタジオ